# باور اسلامی
باور اسلامی یا عقیده (به عربی: عقيدة)، یک اصطلاح اسلامی با منشأ عربی است که در لغت به معنای «عقیده» است. به آن عقیده اسلامی و الهیات اسلامی نیز می‌گویند.
عقیده فراتر از بیانات مختصر ایمان است و ممکن است بخشی از دستورهای دینی یک مسلمان معمولی نباشد. در «گرفتن جنبه‌های ایمان و گسترش آن به سطح تفصیل» اغلب با استفاده از «تفسیر یا منابع انسانی» از ایمان متمایز شده است. اما عقیده برخلاف ایمان، اصطلاحی در قرآن نیست.
بسیاری از مکاتب الهیات اسلامی در بیان عقاید مختلف وجود دارد. با این حال، این واژه کاربرد فنی قابل توجهی در کلام اسلامی داشته است و شاخه‌ای از مطالعات اسلامی است که به توصیف عقاید اسلام می‌پردازد.

## واژه‌شناسی
عقیده از ریشه سامی ʿ-qd گرفته شده است که به معنای گره زدن است. («عقیده» نه تنها به عنوان بیان یک مکتب الهیات یا نظام اعتقادی اسلامی، بلکه به عنوان واژه دیگری برای «الهیات» در اسلام به کار می‌رود، مانند: «الهیات (عقیده) تمام عقاید و نظام‌های اعتقادی مسلمانان از جمله اختلافات فرقه‌ای و نقاط اختلاف را در بر می‌گیرد.»

## تعریف
به گفته محقق مسلمان سیریل گلاس، «از اوایل [تاریخ] اسلام، گزاره‌های اعتقادی نظام‌مند در ابتدا برای رد بدعت‌ها و سپس برای تفکیک دیدگاه‌ها و ارائه آن‌ها به‌عنوان تفاوت‌های مکاتب الهیات ضروری بود. یا نظر افزایش یافت.»
عقیده «اولی» که به عنوان «پاسخی کوتاه به بدعت‌های فجیع زمانه» نوشته شده، به فقه اکبر معروف است و منسوب به ابوحنیفه است. دو عقیده معروف فقه اکبر دوم «نماینده» اشعری و فقه اکبر سوم «نماینده» شافعی بودند. غزالی عقیده هم داشت. این عقاید جزئی‌تر از آنچه در زیر توضیح داده شد بود.
به گفته مالکوم کلارک، درحالی‌که اسلام «یک دین اعتقادی نیست»، برخی اعتقادات مفصل را تولید کرده است، «برخی حاوی ۱۰۰ یا بیشتر بیانیه اعتقادی» که «موقعیت الهیات یک محقق یا مکتب خاص» را خلاصه می‌کند.

### شش اصل اعتقادی
شش اصل ایمان یا باور (ارکان الایمان) برگرفته از قرآن و سنت مورد قبول همه مسلمانان است. درحالی‌که بین شیعه و سنی و سایر مکاتب یا مذاهب مختلف در مسائلی از قبیل صفات خداوند یا در مورد هدف فرشتگان اختلاف وجود دارد، اما در این شش ماده اختلافی وجود ندارد.
شش اصل اعتقادی اهل سنت عبارتند از:
1. ایمان به خدا و توحید (یکتاپرستی)
2. ایمان به فرشتگان
3. باور به کتب مقدس اسلامی[۱۵]
4. ایمان به پیامبران
5. ایمان به روز حساب و رستاخیز
6. باور به جبر و سرنوشت

پنج مورد اول بر اساس چندین باور قرآنی است:
… پارسا کسی است که به خدا و روز بازپسین و فرشتگان و کتاب آسمانی و پیامبران ایمان بیاورد (۲:۱۷۷)
… مؤمن به خدا و فرشتگان و کتب آسمانی و رسولانش ایمان دارد (۲:۲۸۵)
هر کس به خدا و فرشتگان او و کتابهای آسمانی و فرستادگانش و روز بازپسین کافر شود، در گمراهی بسیار دور افتاده است (۴:۱۳۶).
دشمن خدا و فرشتگان و رسولان و جبرئیل و میکائیل کیست! سپس، ببینید! خداوند دشمن کافران است (۲:۹۸)
نکته ششم به دلیل نخستین مجادله کلامی در اسلام، آن را وارد عقیده کرد. اکثر شیعیان اثنی عشری گرچه با اختلاف سنی و شیعه در مورد جانشینی ارتباطی ندارند، اما بر قدرت بی حد و حصر خداوند (قدر) تأکید نمی‌کنند، بلکه بر عدالت بی حد او (عدل) به عنوان ششمین نکته اعتقادی تأکید می‌کنند – این بدان معنا نیست که اهل سنت منکر هستند. عدل او یا شیعیان قدرت او را نفی می‌کنند، فقط تأکیدش فرق می‌کند.
در نظر سنی و شیعه، ایمان در لغت به معنای باور به مواد شش‌گانه است.

### توحید
توحید («آموزه احدیت») مفهوم توحید در اسلام است. این بنیادی‌ترین مفهوم دین است و معتقد است که الله (واژه عربی برای خدا) یکتاست (احد)، یگانه (واحد) و تنها موجود شایسته پرستش.

### ایمان
ایمان در کلام اسلامی بیانگر ایمان مؤمن به جنبه‌های متافیزیکی اسلام است. ساده‌ترین تعریف آن باور به اصول شش‌گانه ایمان است که به ارکان الایمان معروف است.

## حدیث جبرئیل
حدیث جبرئیل شامل ارکان پنج‌گانه اسلام (توحید، نماز، روزه، زکات، حج) در پاسخ به این سؤال است که یا رسول‌الله، اسلام چیست؟ این حدیث را گاهی «به راستی نخستین و اساسی‌ترین عقیده» می‌نامند.

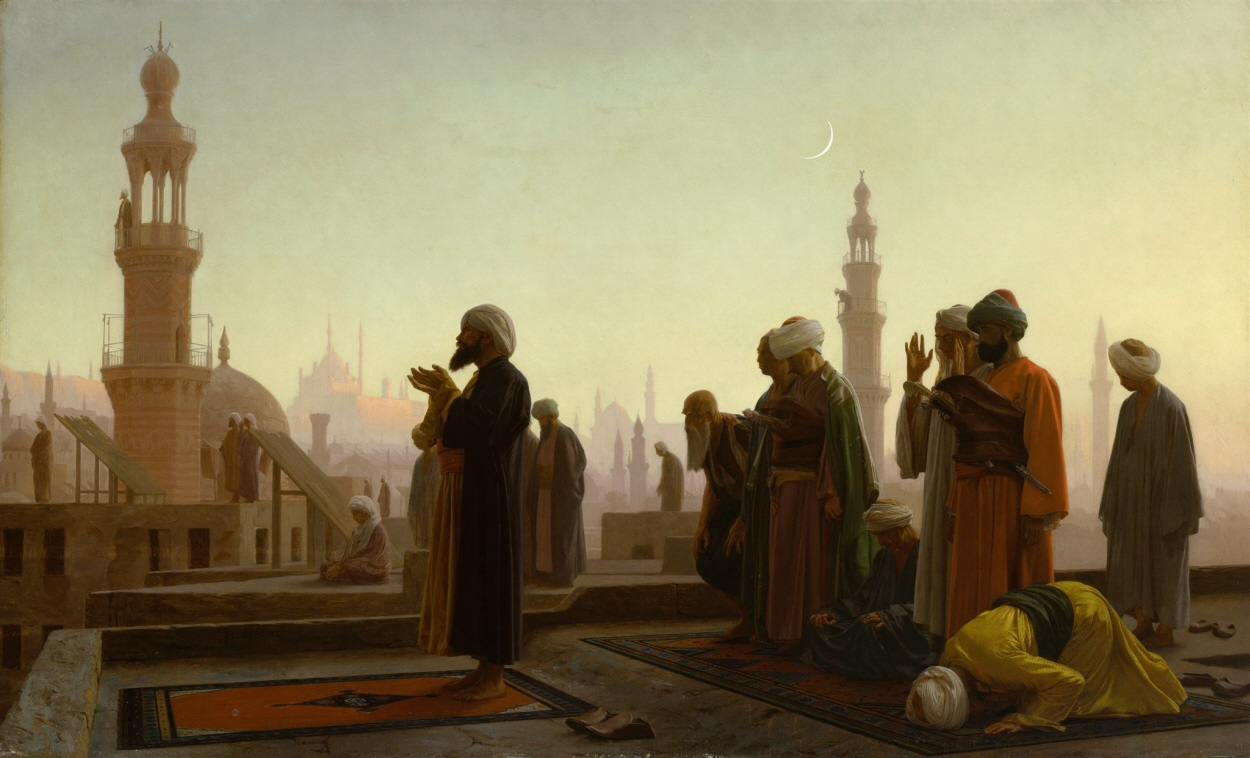
امامی در قاهره مصر در سال ۱۸۶۵ نماز می‌خواند.

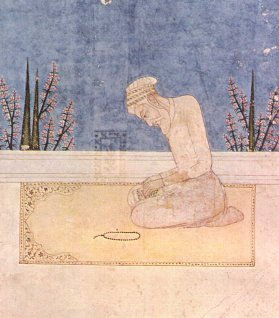
اورنگ‌زیب امپراتور مغول نماز می‌خواند.

### نماز
نماز یک پرستش است. نماز به معنای دعوت به سوی پروردگاری است که در اسلام نمازگزار را آفریده و زنده می‌کند. این ندا باعث می‌شود که انسان با اطاعت از خدای خود، اراده منادی را تسلیم کند. یکی از پنج رکن اسلام است. اگر نماز خواندن به صورت رسمی مشکل باشد، اسلام به صورت مشروط امتیاز می‌دهد. افرادی که از نظر جسمی مشکل دارند می‌توانند نماز را به نحوی که برایشان مناسب است بجا آورند. برای ادای نماز صحیح، مسلمانان باید در حالت طهارت تشریفاتی باشند که عمدتاً با شست و شوی مناسکی (وضو) طبق روش‌های مقرر حاصل می‌شود. نماز عبارت است از «ایستاده» (قیام) به نیت دعوت خدا، رکوع به زانو (رکوع) به معنای آماده به اطاعت، سجده (سجده) حاضر به تسلیم اراده نمازگزار در برابر خداوند، سپس نشستن (تشهد) و اثبات وحدانیت. خدا و خاتم رسول خدا (نبی).

### روزه

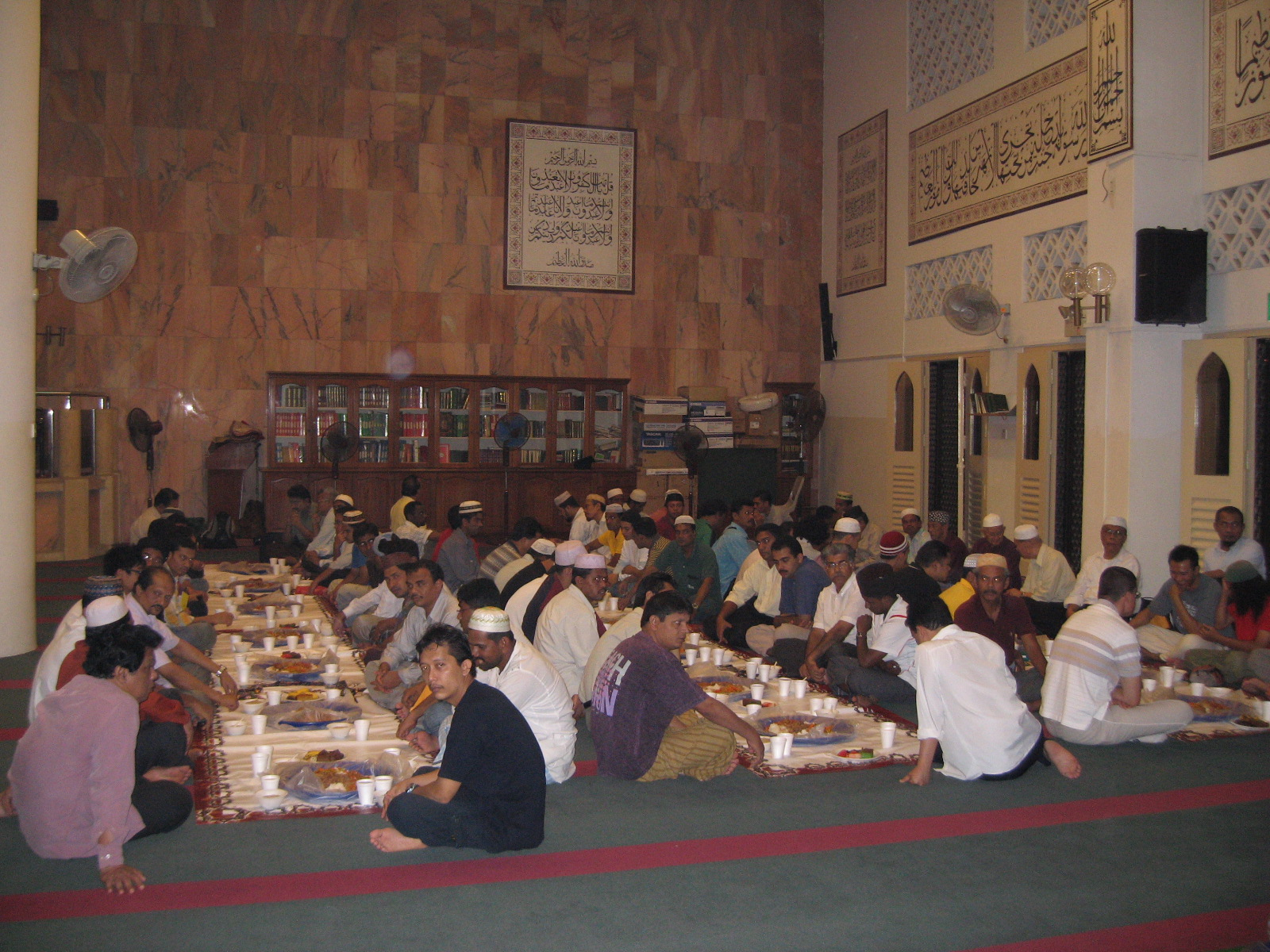
ختم روزه در مسجد.

روزه در اصطلاح شرع به معنای پرهیز از خوردن و آشامیدن (از جمله آب) و آمیزش از طلوع فجر تا غروب است. ادای روزه در ماه مبارک رمضان یکی از ارکان پنج‌گانه اسلام است، اما منحصر به آن ماه نیست.

### زکات
زکات عبارت است از انفاق مسلمانان بر اساس ثروت اندوخته و بر هر کس که بتواند آن را انجام دهد واجب است. کاهش مشکلات اقتصادی برای دیگران و از میان بردن نابرابری برای مسلمانان یک مسئولیت شخصی تلقی می‌شود.

### حج

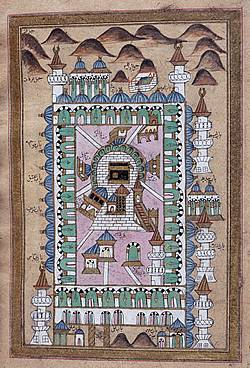
تصویر سده شانزدهمی از مقدس‌ترین حرم اسلام، کعبه.

حج یک زیارت اسلامی به مکه و بزرگ‌ترین اجتماع مسلمانان جهان در هر سال است. این یکی از ارکان پنج‌گانه اسلام و یک تکلیف دینی است که باید توسط هر مسلمان توانا و توانمندی که حداقل یک بار در طول عمر خود استطاعت مالی آن را دارد انجام دهد.

## اصول دیگر
افزون بر این، برخی از مسلمانان جهاد و دعوت را جزء عقیده قرار می‌دهند.

### جهاد
جهاد (مبارزه کردن) و در لغت به معنای تلاش، کوشش، برای به کار بستن، تمرکز کردن، سخت کوشیدن، به انجام رساندن است. می‌توان از آن برای اشاره به کسانی استفاده کرد که از نظر جسمی، روحی یا اقتصادی در راه خدا خدمت می‌کنند. در زمینه دینی، مبارزه با کفر و بی‌عدالتی با استفاده از هر وسیله ممکن برای استقرار، تبلیغ و دفاع از دین و مبانی آن در سطوح فردی و اجتماعی است.

### دعوت
دعوت (دعوت) به معنای تبلیغ یا تبلیغ اسلام است. دعوت در لغت به معنای «احضار کردن» یا «دعوت کردن» است که فاعل فعل به معنای «احضار کردن» یا «دعوت کردن» است. مسلمانی که دعوت به دعوت را، چه به عنوان یک کارگر مذهبی یا در یک تلاش داوطلبانه در جامعه انجام دهد، داعی نامیده می‌شود (داعی جمع دعا، جن: دوات دعاة).
بنابراین، داعی فردی است که مردم را از طریق گفتگو به درک اسلام دعوت می‌کند، بی‌شباهت به معادل اسلامی مبلغی که مردم را به ایمان، نماز و شیوه زندگی اسلامی دعوت می‌کند.

## فرجام‌شناسی
فرجام‌شناسی در لغت به عنوان آخرین چیزها یا چیزهای غایی تلقی می‌شود و در کلام اسلامی، آخرت‌شناسی به پایان دنیا و آنچه در جهان دیگر یا آخرت خواهد افتاد اشاره دارد. آخرت‌شناسی مرگ انسانها، روح آنها پس از مرگ جسمانی، نابودی کامل دنیا، رستاخیز انسانها، آخرین قضاوت اعمال انسان توسط خداوند پس از قیامت، و پاداش و کیفر مؤمنان و غیرمؤمنان را در بر می‌گیرد. مؤمنان به ترتیب مکان مؤمنان در آخرت به بهشت و برای غیرمؤمنان به دوزخ معروف است.

## مذاهب اسلامی
الهیات مسلمانان اهل سنت، کلام و تفسیر عقیده است که از قرآن و حدیث گرفته شده است. مطالب کلام مسلمانان را می‌توان به الهیات خاص از قبیل الهیات، فرجام‌شناسی، انسان‌شناسی، الهیات سلبی و دین تطبیقی تقسیم کرد. در تاریخ کلام مسلمانان اهل سنت، مکاتب کلامی در میان مسلمانان وجود داشته است که از نظر اعتقادی، شباهت‌ها و تفاوت‌هایی را با یکدیگر نشان می‌دهند.

### مدارس سنتی

#### علم کلام
کلام یک «الهیات مکتبی اسلامی» است که در جستجوی اصول الهیات از طریق دیالکتیک است. در عربی، این واژه در لغت به معنای «گفتار/کلمات» است. از عالم کلام متکلم (متکلم مسلمان، جمع متکلم) یاد می‌شود. مکاتب زیادی در کلام وجود دارد که اصلی‌ترین آنها مکتب اشعری و ماتریدی در اسلام اهل سنت و معتزله (که سنی نیستند) است. الاهیات سنت گرا استفاده از کلام را رد می‌کند و عقل انسان را در امور غیبی گناهکار می‌داند.

##### معتزله
معتزله یک مکتب غیر متعارف است. معتزله از نظر رابطه انسان با آفریننده آنها بر اختیار انسان بر جبر تأکید دارند. صفات الهی را نیز به ذات الهی تقلیل دادند. معتزله را تمام مکاتب کلامی سنتی اهل سنت بدعت گذار می‌دانند.

##### اشعری
مؤسس این مکتب، ابوالحسن اشعری است که از نخستین کسانی است که در نزد معتزله تحصیل کرد، اما سپس ترک کرد. این گروه «سنتی‌ترین» الهیات اهل سنت و بیشترین پیروی از سوی مسلمانان سنی امروز به‌شمار می‌رود. این دشمن تاریخی مکتب معتزلی، «عقل گرایان» از نظر الهیات نظری بود.
اشعری در امور تفسیری و عقاید سنت گرایانه عقل را می‌پذیرد. آنچه خداوند انجام می‌دهد یا دستور می‌دهد — همان‌طور که در قرآن و روایات نازل شده است — طبق تعریف عادلانه است. آنچه را که او نهی می‌کند، طبق تعریف ناعادلانه است. درست و غلط واقعیت‌های عینی هستند. قرآن بالذات کلام آفریده خداوند است، به هر حال آفریده شده سپس به صورت حروف یا صوت شکل می‌گیرد.

##### ماتوریدیس
ماتریدیه یک مکتب کلامی اهل سنت است که توسط ابومنصور ماتریدی تأسیس شد و دارای مناصب مشترک بسیاری با اشاعره است، اما در مورد دیگران با آنها تفاوت دارد. بسیار شبیه رویکرد اشعری به آیات قرآنی که می‌توانست مفهومی انسان‌نما از خدا به دست دهد، آنها تعالی او را تأیید می‌کردند درحالی‌که این عبارات را با معانی مجازی متعارفی که در عربی به دست آورده بودند درک می‌کردند.
بلوغ باورمند است که انسان‌ها موجوداتی هستند که دارای عقل هستند و آنها را از حیوانات متمایز می‌کند. علاوه بر این، رابطه بین مردم و خدا با طبیعت و خدا متفاوت است. انسانها دارای اراده آزاد هستند، اما به دلیل حاکمیت خداوند، خداوند اعمالی را که انسان انتخاب می‌کند خلق می‌کند تا انسان بتواند آنها را انجام دهد. اخلاق را فقط با عقل می‌توان فهمید و نیازی به راهنمایی‌های نبوی ندارد. ماطریدی نیز احادیث را در صورت مخالفت با عقل، غیر معتبر دانسته است. با این حال، ذهن انسان به تنهایی نمی‌تواند تمام حقیقت را درک کند، بنابراین در مورد امور اسرارآمیز نیاز به مکاشفه دارد. علاوه بر این، ماتوریدیسم با انسان گرایی و تشبیه مخالفت می‌کند، درحالی‌که همزمان صفات الهی را انکار نمی‌کند. یا باید در پرتو توحید تفسیر شوند یا کنار گذاشته شوند.

#### الهیات اطهری
از نظر کلام اطهری، معنای لغوی قرآن و به ویژه روایات نبوی، تنها در مسائل اعتقادی و شرعی حجیت دارد و منازعه عقلی، حتی اگر به حقیقت برسد، مطلقاً حرام است. اطهری‌ها به قرائت اصیل قرآن می‌پردازند، در مقابل کسانی که به تأویل (تفسیر استعاری) می‌پردازند. آنها سعی در مفهوم سازی عقلانی معانی قرآن ندارند و باورمندند که معانی واقعی را باید تنها به خدا واگذار کرد (تفوید). این کلام از تفسیر قرآن و بیانات مسلمانان اولیه گرفته شده و بعدها توسط تعدادی از دانشمندان از جمله احمد بن حنبل و ابن قدامه تدوین شده است. اینکه عقیده آثاری را باید یا نباید جزء مکتب عقیده اهل سنت قرار داد، نظرات مختلفی وجود دارد.

### عقاید و اعمالشیعه
مسلمانان شیعه متفاوت هستند و باور دارند پنج اصل اعتقادی وجود دارد. شیعیان نیز مانند اهل سنت به جبر و اختیار کامل باور ندارند. آنها معتقدند که در زندگی انسان هم اختیار وجود دارد و هم جبر.

#### ریشه‌های دوازده امامی مذهب شیعه (اول الدین)
1. توحید: یگانگی خداوند.
2. عدالت: عدالت خدا.
3. نبوت (نبوت): خداوند انبیا و رسولان کامل و معصوم را برای آموزش دین (یعنی نظام کامل در مورد چگونگی زندگی در صلح) به بشر قرار داده است.
4. امامت: (رهبری): خداوند پیشوایان خاصی را برای رهبری و هدایت بشر قرار داده است، پیامبری پیش از رحلت خود، حافظ دین می‌نماید.
5. آخرالزمان: خداوند انسانها را برای داوری برانگیزد

#### عقاید شیعه اسماعیلی
شاخه‌ای از اسلام که به اسماعیلیه معروف است، دومین جامعه شیعی بزرگ است. آنها ستون‌های اضافی زیر را رعایت می‌کنند:
1. باور به امامت
2. ایمان به انبیا و رسولان
3. باورها در مورد قیامت

## ادبیات مربوط به باور اسلامی
بسیاری از دانشمندان مسلمان عقاید اسلامی یا جنبه‌های خاصی از عقیده را نوشته‌اند. فهرست زیر شامل برخی از شناخته شده‌ترین عقاید است.

### ادبیات اهل سنت
- مختصر شعاب الایمان یا «۷۷ فروع ایمان» از امام بیهقی.
- الفقه الاکبر امام ابوحنیفه
- العقیده اطحاویه (مبانی عقیده اسلامی توسط الطحاوی). این را تقریباً همه اهل سنت (اطهری‌ها، اشعری‌ها و ماتریدی‌ها) پذیرفته‌اند. چند تن از علمای اسلامی دربارهٔ عقیده طهاویه نوشته‌اند، از جمله علی القاری، المیدانی، ابن ابی العز و عبدالعزیز بن باز.
- سنت از امام احمد بن حنبل
- الایمان از العدنی
- السنه از امام ابوداود
- سنت صریحوس از امام طبری
- السنه امام طبرانی
- عقیده سلفی اهل الحدیث از صابونی
- اعتقاد اهل سنت و جماعت امام للقایی هیبت‌الله
- سنت نصرالمروزی
- الشریعه توسط الاجوری
- الایمان از ابن منده
- دراتو فیما یازیبو اعتقاضو از امام ابن حزم
- کتاب توحید امام ابن رجب
- عقیده النسفیه از امام نجم الدین عمر نسفی.
- الرساله الکیروانیه اثر ابی زید الکیروعه
- الاعتقاد بیهقی
- العقیده الواسطیه ("اعتقاد واسط") اثر ابن تیمیه.
- شرح به عنوان سنت یا شرح سنت حسن بن علی بربهاری. حدود ۱۷۰ نکته مربوط به مبانی عقیده را فهرست می‌کند.
- خلق افعال العباد (خلق اعمال بندگان) نوشته محمد البخاری. نظر علمای اولیه (سلف) را نشان می‌دهد، اما همه موضوعات را در بر نمی‌گیرد.
- لمعه الاتقاد از ابن قدامه. عقیده ائمه اولیه مسلمانان اهل سنت و یکی از آثار کلیدی در عقیده اطهری را شرح می‌دهد.
- العلوة الذهبی. به تفصیل نظرات دانشمندان اولیه در مورد مسائل اعتقادی.
- ابانة ان اولید دیانه اثر ابوالحسن اشعری.
- رساله القدسیه ("رساله اورشلیم") توسط غزالی، که در آن احکام ایمان مورد بحث قرار گرفته است.
- سعدالدین تفتازانی در عقیده ابوحفص عمر نسفی

### ادبیات شیعه
- اسلام شیعه محمد حسین طباطبایی: ترجمه حسین نصر. «(همچنین با عنوان شیعه تجدید چاپ شده است)».
- ریشه و فروع ایمان اثر مقبول حسین رحیم
- آموزه‌ها، اندیشه و معنویت تشیع اثر حسین نصر

## اهمیت
منظور الهی در کتاب «اهمیت عقیده حق در اصلاح اجتماعی» دربارهٔ «ضرورت اصلاح جامعه و نقش و اهمیت عقیده صحیح اسلامی در آن زمینه» می‌گوید.

## نگارخانه
- «کتاب علم سلوک» بوسنیایی ۵۴ وظیفه دینی را فهرست می‌کند که هر مسلمان باید بداند، به آن باور داشته باشد و به آن عمل کند. کتاب راهنما که در سال ۱۸۳۱ توسط نویسنده و شاعر بوسنیایی عبدالوهاب ژپچویاست منتشر شد.
- کتاب حکمت بر اساسکلام اسلامی اثر خوجه اخمت یساوی (متوفی ۱۱۶۶)
- ضمانت النقل از عبیدالله بن مسعود بن محمود بن احمد المحبوبی (متوفی ۱۳۴۶).